# Enemigos ocultos
Enemigos ocultos è un singolo dei rapper portoricani Ozuna, Wisin e Myke Towers., pubblicato il 1º settembre 2020.

## Descrizione
Il brano vede la partecipazione del cantante statunitense Arcángel e dei cantanti portoricani Cosculluela y Juanka.

## Tracce
1. Enemigos ocultos – 7:25